# Agualva-Cacém
Agualva-Cacém este un oraș în Portugalia, districtul Sintra, regiunea Lisabona.